# Ada Lovelace
Pour les articles homonymes, voir Lovelace.
Ada Lovelace, de son nom complet Augusta Ada King, comtesse de Lovelace, née Ada Byron le 10 décembre 1815 à Londres et morte le 27 novembre 1852 à Marylebone dans la même ville, est une pionnière de la science informatique.
Elle est principalement connue pour avoir conçu et décrit le premier programme informatique publié, lors de son travail sur un ancêtre de l'ordinateur : la machine analytique de Charles Babbage. Le formalisme inédit de son algorithme, ainsi que la présence de la première boucle conditionnelle connue, font qu'Ada Lovelace est largement considérée comme la première programmeuse de l'histoire. Elle a également entrevu et décrit certaines possibilités offertes par les calculateurs universels, allant bien au-delà du calcul numérique et de ce qu'imaginaient Babbage et ses contemporains.

## Biographie

### Environnement familial

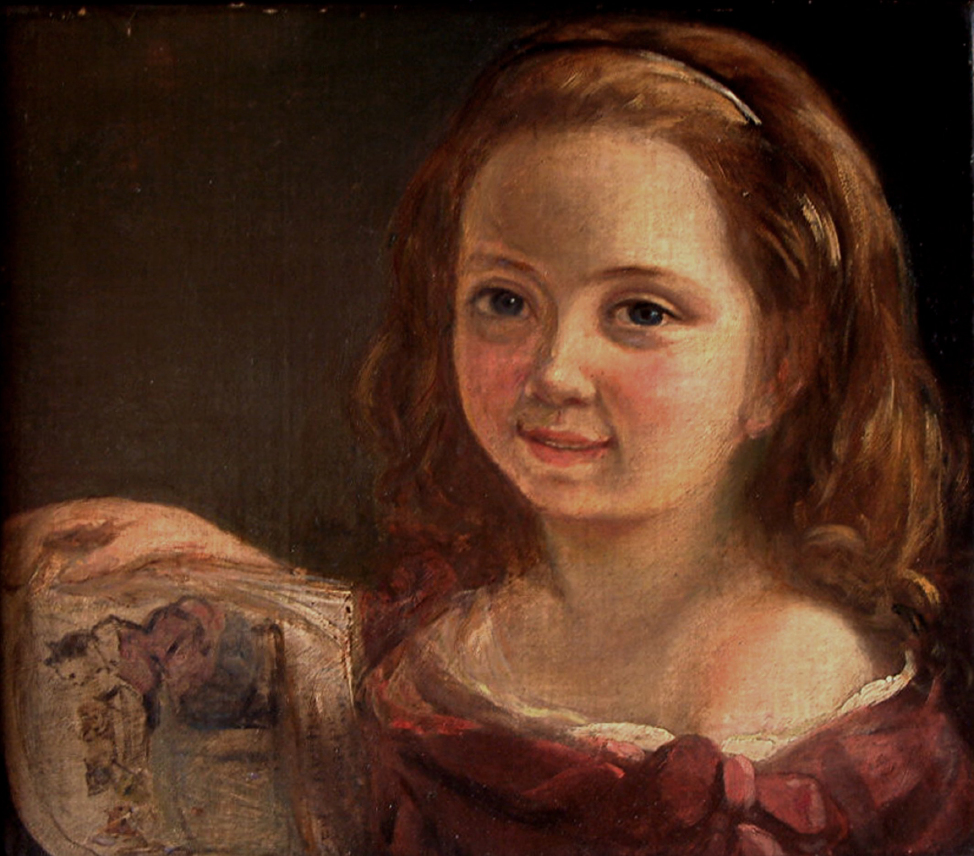
Ada Lovelace enfant. Portrait par Alfred d'Orsay en 1822, conservé au Somerville College d'Oxford.

Ada est la seule fille légitime du poète George Gordon Byron et de son épouse Annabella Milbanke, une femme intelligente et cultivée, cousine de Caroline Lamb, dont la liaison avec Byron fut à l'origine d'un scandale. 
Byron recherchant une épouse, Lady Melbourne (en) lui suggère sa propre nièce, miss Milbanke, mais celle-ci refuse dans un premier temps. L'union est ensuite encouragée par Augusta Leigh, la demi-sœur de Byron, et Byron épouse Annabella en janvier 1815. 
Ada naît en décembre de cette même année. Le premier prénom d'Ada, Augusta, aurait été choisi en hommage à la demi-sœur de Byron avec qui il aurait eu des relations incestueuses. Le prénom Ada aurait été choisi par Byron lui-même, car il était « court, antique et vocalique ».  
À la suite de quatre tentatives de viol en état d'ivresse de la part de Byron, Annabella le quitte le 16 janvier 1816, et garde Ada avec elle. Le 21 avril, Byron signe l'acte de séparation, puis quitte le Royaume-Uni pour toujours. Il ne les revoit jamais.
Annabella adorait les mathématiques. Byron l’appelait même parfois « la princesse des parallélogrammes ». Annabella fit en sorte que les tuteurs d'Ada lui donnent une éducation approfondie en mathématiques et en sciences, ce qui était tout à fait inhabituel à l'époque dans l'éducation d'une jeune fille de la noblesse. En 1832, Ada rencontre Mary Somerville, éminente chercheuse et autrice scientifique du XIXe siècle, qui l'encourage et l'aide à progresser en mathématiques. Le 5 juin 1833, Mary lui présente Charles Babbage, et Ada — alors âgée de 17 ans — est immédiatement fascinée par ses machines à calcul. Ils deviennent très proches, Ada semblant trouver en Babbage le père qu'elle n'avait jamais eu. Parmi ses autres connaissances, on compte David Brewster, Charles Wheatstone, Charles Dickens et Michael Faraday.
Elle se marie en 1835 avec William King-Noel, 1er comte de Lovelace. Ils auront trois enfants : Byron, né le 12 mai 1836, Annabella (Anne Blunt) née le 22 septembre 1837 et Ralph Gordon né le 2 juillet 1839. William était dévoué à Ada et encourageait les goûts et les activités d'Ada en mathématiques. La famille vécut à Ockham Park, à Ockham. Son titre et son nom complet furent pendant la plus grande partie de sa vie La très honorable Augusta Ada, comtesse de Lovelace. Elle est plus connue sous le nom de Ada Lovelace ou Lady Lovelace.

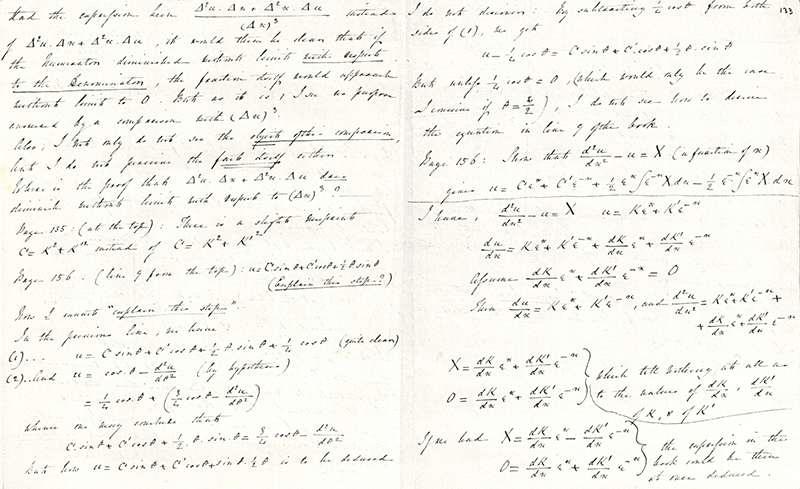
Lettre de Ada Lovelace à De Morgan, à propos du calcul différentiel.

La santé fragile d'Ada, mise à l'épreuve par les grossesses, ainsi que ses responsabilités de mère et de maîtresse de maison, la tiennent écartée de ses activités mathématiques jusqu'en 1839. 
À cette date, elle éprouve le besoin de reprendre l'étude des mathématiques. Elle demande à Babbage de lui recommander un tuteur : le célèbre mathématicien Auguste De Morgan accepte cette charge. Les études d'Ada reprennent, et De Morgan trouve en Ada une élève enthousiaste et créative. Ada prend confiance dans ses capacités en mathématiques, encouragée par les retours positifs de De Morgan. Le 6 février 1841, Ada écrit à sa mère une lettre où elle parle de ses goûts et aspirations : « Je crois que je possède une singulière combinaison de qualités, qui semble précisément ajustée pour me prédisposer à devenir une exploratrice des réalités cachées de la Nature ». Elle mentionne son « énergie inépuisable et insatiable » et pense avoir trouvé un sens à sa vie.
En 1841, Ada a de nouveau des problèmes de santé, mais elle revient aux mathématiques fin 1842. Elle tourne dès lors entièrement son travail vers la machine analytique, et propose à ce dernier ses services pour en poursuivre le développement et la promotion.

### Mémoire sur la machine de Babbage

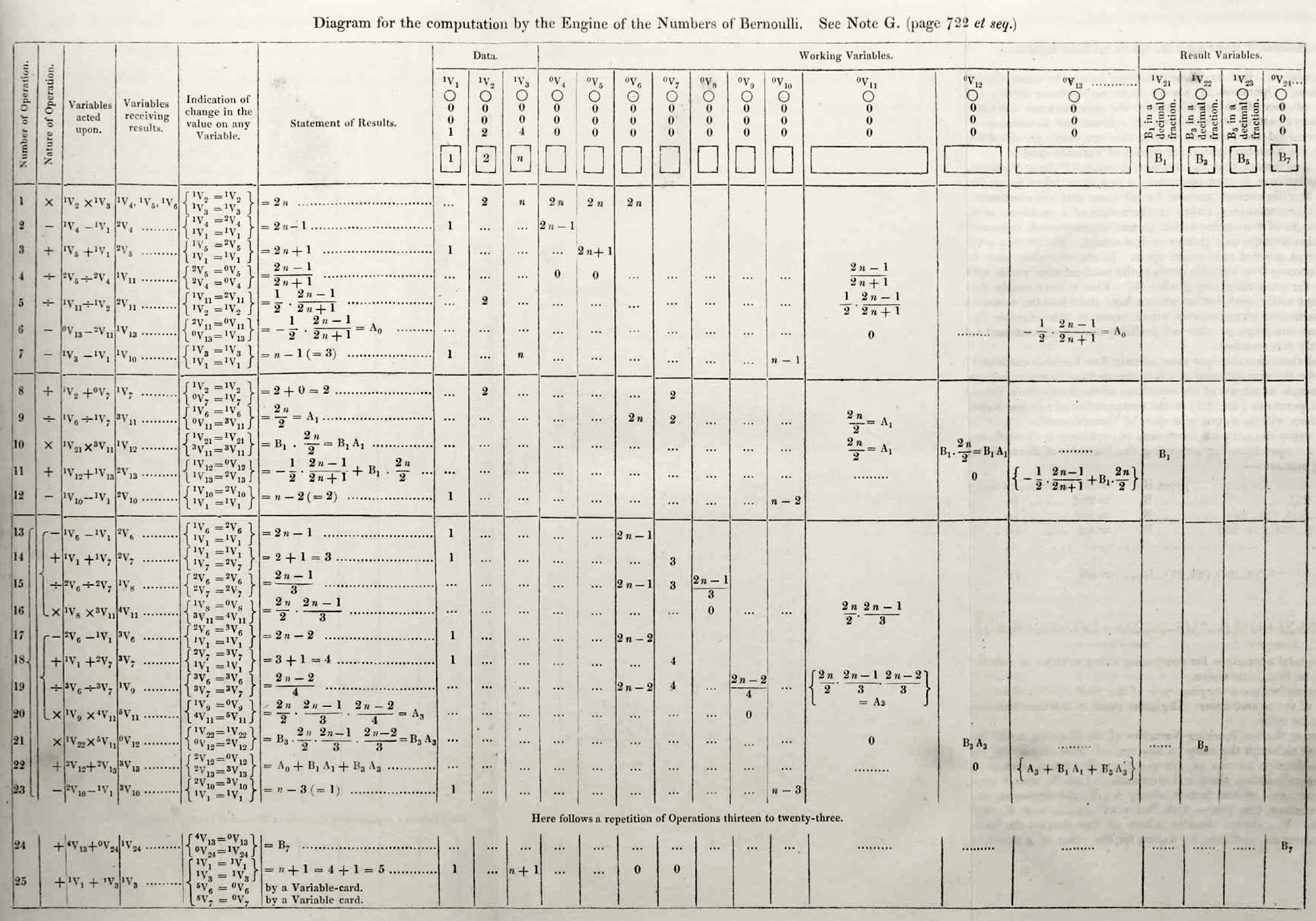
« Programme » de calcul des nombres de Bernoulli dans la note G d'Ada Lovelace (1843).

En octobre 1842, paraît en français, dans un journal suisse, une description de la machine analytique de Babbage réalisée par le mathématicien italien Louis-Frédéric Ménabréa (1809-1896). Charles Wheatstone propose à Ada Lovelace, qui a un bon niveau de français, de traduire ce mémoire pour le journal Scientific Memoirs spécialisé dans les articles scientifiques étrangers.
Elle passe neuf mois, entre 1842 et 1843, sur cette traduction. Babbage lui-même n'intervient que très peu, étant malade pendant cette même période, et la traduction lui est présentée au début de l'année 1843 un peu comme un « fait accompli ». Il demande alors à Ada pourquoi elle n'avait pas fait elle-même un mémoire présentant la machine analytique, ce à quoi elle répondit que l'idée ne lui était pas venue à l'esprit. Babbage propose alors à Ada d'augmenter la traduction avec des notes développant et commentant certains aspects du mémoire, idée immédiatement adoptée avec enthousiasme par Ada.
S'ensuit une période de travail frénétique sur ces notes, en collaboration étroite avec Charles Babbage qui annote les brouillons, corrige les incompréhensions tout en encourageant et félicitant Ada de son travail. Elle ajoute à cet article sept notes, labellisées de A à G, représentant près de trois fois le volume de texte de l'article original. La note G s'appuie sur un véritable algorithme très détaillé pour calculer les nombres de Bernoulli avec la machine,. Le programme qui en résulte est souvent considéré comme le premier véritable programme informatique au monde,, car les algorithmes décrits jusque-là n'étaient pas décrits avec un formalisme, dans un langage véritablement destiné à être exécuté sur une machine. De plus, ce programme comporte selon Catherine Dufour la première boucle conditionnelle, véritable concept informatique, contrairement aux programmes séquentiels qui avaient pu être faits auparavant par Babbage, ou dans les métiers à tisser Jacquard.
On ne sait pas exactement dans quelle mesure Ada Lovelace a programmé elle-même cet algorithme, ayant été en relation constante et étroite avec Babbage. Ce qui semble sûr c'est qu'Ada a eu l'idée de donner un exemple de programmation de la machine en utilisant le calcul des nombres de Bernoulli, et que Babbage a fourni à Ada au minimum les formules mathématiques de base. Selon Betty Toole, Ada était tout à fait en mesure de réaliser elle-même le programme, ayant montré une profonde compréhension de la machine dans sa traduction et ses notes, et des lettres entre Babbage et Ada semblent indiquer que le rôle de Babbage s'est effectivement limité à fournir les formules mathématiques. En revanche, Bruce Collier, un des meilleurs spécialistes de la machine de Babbage, porte le jugement sévère suivant : « Cela ne serait qu'une légère exagération de dire que les notes du mémoire ont été écrites par Babbage, et que — pour des raisons qui lui sont propres — il a entretenu l'idée dans l'esprit d'Ada Lovelace, et dans l'esprit du public, que ces notes étaient d'elle ».

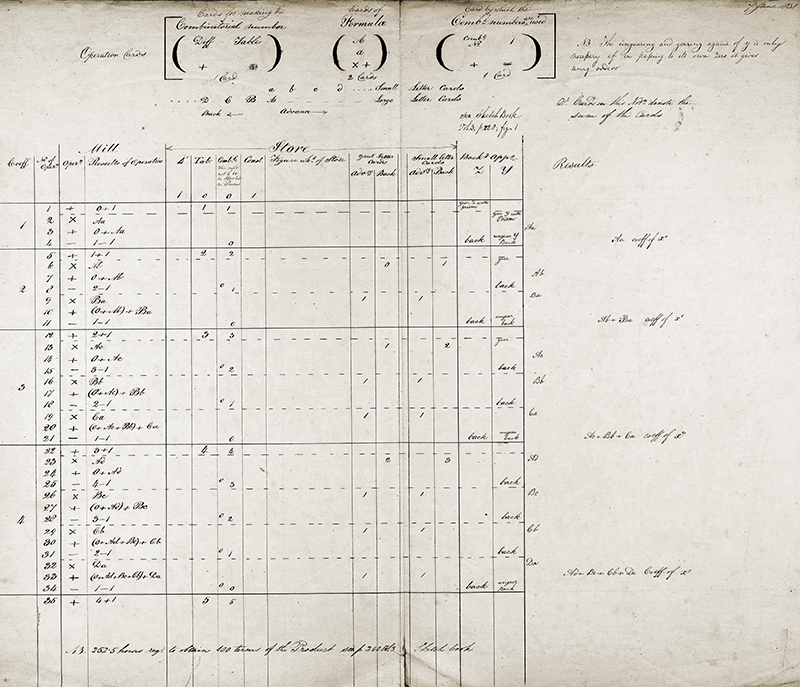
Algorithme de calcul des coefficients du produit de deux polynômes, par Charles Babbage (1838), écrit avant Lovelace, mais simple programme séquentiel.

Selon Stephen Wolfram, on n'a jamais retrouvé, dans les documents et publications de Babbage, des algorithmes aussi complexes et aussi propres que celui sous-jacent au programme de calcul des nombres de Bernoulli. Babbage, à la fin de sa vie, avait compilé une liste datée de 446 calculs possibles avec sa machine analytique (446 Notations of the Analytical Engine), tous datés de 1830 à mi 1840, date après laquelle on ne trouve plus de travaux de Babbage sur les algorithmes. Ada Lovelace ayant conçu son programme en 1842, ces éléments laissent penser que c'est bien elle qui a conçu ce programme, avec la simple supervision bienveillante de Babbage.
Dans d'autres notes, Ada Lovelace montre une perception des potentialités de la machine que Doron Swade considère comme « visionnaire, même dans une perspective moderne ». Babbage avait une vision de sa machine comme étant tournée vers le calcul numérique, avec à la limite des extensions vers le calcul algébrique avec la possibilité de manipuler des symboles plutôt que des chiffres. Mais il n'a rien publié allant dans ce sens, et il n'a pas approfondi cette possibilité, allant même jusqu'à imaginer un autre type de machine spécifique pour les calculs algébriques,. En revanche, Ada Lovelace décrit explicitement des possibilités allant au-delà d'un contexte mathématique, comme l'hypothèse que « la machine pourrait composer de manière scientifique et élaborée des morceaux de musique de n'importe quelle longueur ou degré de complexité ».

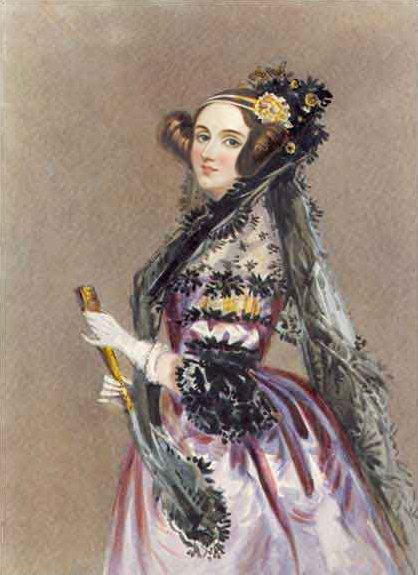
Ada Lovelace (1840).

Un autre passage des notes d'Ada, cité par Doron Swade, illustre cette vision de calculateur universel : 

« Beaucoup de personnes […] s'imaginent que parce que la Machine fournit des résultats sous une forme numérique, alors la nature de ses processus doit être forcément arithmétique et numérique, plutôt qu'algébrique ou analytique. Ceci est une erreur. La Machine peut arranger et combiner les quantités numériques exactement comme si elles étaient des lettres, ou tout autre symbole général ; en fait elle peut donner des résultats en notation algébrique, avec des conventions appropriées. »

 Il fallut attendre les années 1930 avec Alan Turing pour formaliser une telle notion de calculateur universel qui manipule des symboles généraux, et abandonner la notion de calculatrice purement numérique.

### Ruine et mort
Dans l’espoir de subventionner les projets de Babbage, qui n'avaient pas obtenu de financement du gouvernement britannique, Lady Lovelace se met à jouer. Elle travaille à un système qui doit lui permettre de remporter les paris du derby d'Epsom mais ne l'entraîne que dans l'accumulation de dettes.
Le 27 novembre 1852 à Marylebone, elle meurt à l'âge de 36 ans d'un cancer de l'utérus dans d'horribles souffrances. Elle laisse deux fils et une fille. Cette dernière, Anne Blunt, est connue pour avoir voyagé au Moyen-Orient et pour avoir élevé des chevaux arabes.
Conformément à son souhait, elle est enterrée près de son père qu'elle n'avait jamais connu, à l'église Sainte-Marie-Magdalene de Hucknall, à Newstead Abbey dans le comté de Nottingham.

### Notoriété posthume
Tombée dans l'oubli, Ada Lovelace et ses travaux furent exhumés avec l'avènement de l'informatique. Et c'est en son hommage qu'on a appelé Ada le langage de programmation conçu entre 1977 et 1983 pour le département de la Défense américain (DoD) par une équipe de CII Honeywell Bull dirigée par le Français Jean Ichbiah. L'idée de choisir le nom Ada est attribuée à Jack Cooper, du Naval Material Command, et remonte au printemps 1979.
Ada Lovelace est considérée par les historiens de l'informatique comme la première personne de l'histoire à avoir programmé. On peut voir notamment son portrait sur les hologrammes d'authentification des produits Microsoft.
L'entreprise Nvidia a également décidé de nommer sa nouvelle architecture graphique sous le nom d'Ada Lovelace, pour sa nouvelle série de cartes graphiques RTX 4000.
L'astéroïde (232923) Adalovelace porte son nom.
La cryptomonnaie Cardano porte également son nom en hommage, le jeton s'appelle Ada et la plus petite fraction indivisible s'appelle un Lovelace.
L'École polytechnique fédérale de Lausanne baptise place Ada Lovelace la place de l'entrée nord et créée en 2019 par deux étudiantes à Paris, la Ada Tech School se veut une école dédiée à la tech, inclusive et pensée pour les filles.
Son nom a été donné à un bâtiment de l'université Gustave Eiffel à Marne-la-Vallée ainsi qu'à un bâtiment de l'Institut national des sciences appliquées de Lyon et au bâtiment qui accueille le centre Inria de l'université de Lorraine à Villers-lès-Nancy.
L'Ada Lovelace Day est un événement annuel organisé le deuxième mardi d'octobre pour célébrer et sensibiliser aux contributions des femmes aux sciences, et notamment en technologie, en ingénierie et en mathématiques.

## Dans la fiction
- Ada, l'héroïne du conte moderne Ada & Zangemann[14] de Matthias Kirscher, illustré par Sandra Brandstätter et publié sous licence Creative Commons est une petite fille curieuse et bricoleuse d'objets informatiques.
- Elle apparait dans de nombreux romans steampunk ; elle est par exemple une figure majeure de La Machine à différences de William Gibson.
- Dans la série Victoria de Daisy Goodwin, la comtesse Ada Lovelace interprétée par Emerald Fennell est présente ou citée plusieurs fois. Elle présente notamment sa machine analytique et ses travaux avec Charles Babbage au Prince Albert[15].
- La série documentaire Cherchez la femme réalisé par Julie Gavras, Mathieu Decarli et Olivier Marquézy sur Arté lui consacre un épisode.
- Le livre jeunesse de Elena Favilli et Francesca Cavallo Histoires du soir pour filles rebelles lui consacre un portrait et une biographie, 2017, 212 p. (ISBN 978-2-35204-678-3).

### Émissions
- [(fr) Cherchez la femme ! (14/30) Ada Lovelace - L'invention de l'ordinateur sur Arte (page consultée le 17 janvier 2023)], série en stop motion de Julie Gavras (2021), Arte, durée 0 h 4.
- [(fr) Ada Lovelace (1815-1852), la science poétique à l’époque victorienne sur Radio France (France Culture) (page consultée le 01 mars 2023)], podcast/émission Toute une vie (2023), France Culture, durée 0 h 59.

### Bases de données et dictionnaires
- Ressources relatives aux beaux-arts :   - British Museum
  - National Portrait Gallery
- Ressource relative à la littérature :   - The Encyclopedia of Science Fiction
- Ressource relative à la bande dessinée :   - Comic Vine
- Notices dans des dictionnaires ou encyclopédies généralistes :   - Britannica
  - Brockhaus
  - Collective Biographies of Women
  - Den Store Danske Encyklopædi
  - Deutsche Biographie
  - Dictionnaire universel des créatrices
  - Enciclopedia delle donne
  - Gran Enciclopèdia Catalana
  - Hrvatska Enciklopedija
  - Internetowa encyklopedia PWN
  - Nationalencyklopedin
  - Oxford Dictionary of National Biography
  - Store norske leksikon
  - Treccani
  - Universalis
- Notices d'autorité :   - VIAF
  - ISNI
  - BnF (données)
  - IdRef
  - LCCN
  - GND
  - Japon
  - Espagne
  - Pays-Bas
  - Pologne
  - Israël
  - NUKAT
  - Catalogne
  - Suède
  - Norvège
  - Tchéquie
  - Brésil
  - Corée du Sud